# Idioma español en Francia
Según el Eurobarómetro de 2012, el 1 % de la población de Francia mayor de 15 años hablaba español como lengua materna. Esto equivale al 1 % de 47 756 439, que son 477 564 hablantes, entre los que hay 223 636 españoles residentes en 2015, 30 000 venezolanos, 22 002 peruanos, y 11.899 argentinos en 2012, 10 556 colombianos en 2003, y 10 388 chilenos en 2005. Pero además, de este estudio se desprende que 3 342 950 lo hablan como primera o segunda lengua, y en total, son capaces de mantener una conversación en español 6 685 901 personas, que es el 14 % de la población (un 1 % es nativo, un 3 % lo habla muy bien, y el 10 % restante lo habla bien).

## Historia
Los hablantes como lengua materna en Francia suelen tener origen en la emigración española que se produjo durante el franquismo de 1960 a 1973 en busca de trabajo, llegando al tope de 607 000 residentes españoles en Francia en 1967, con además 165 000 residentes clandestinos, y otros 78 756 que fueron asistidos por el Instituto Español de Emigración con contratos anuales. Esto hace un total de 851 000 españoles en Francia en 1967. En 1962 había 442 000 y en 1972 596 000 residentes.

## Enseñanza del español
Francia es el país de Europa con mayor número de estudiantes de español y el tercero del mundo tras EE.UU y Brasil, con 2 589 717 estudiantes. Es el segundo idioma más estudiado tras el inglés, con un 1,5 % de los niños franceses que lo estudian en primaria, y un 73,2 % en secundaria según Ministerio de Educación de España.
En Francia se encuentran 4 Institutos Cervantes en París, Lyon, Toulouse y Burdeos.